# Luka cenowa
Luka cenowa to pojęcie związane z analizą techniczną i oznacza pewien obszar cenowy, w którym nie zostały zawarte żadne transakcje. Na wykresie świecowym będzie to po prostu wolna przestrzeń pionowa pomiędzy dwoma świecami. Luka cenowa powstaje zarówno w trendzie wzrostowym, jak i spadkowym. W trendzie wzrostowym jest to sytuacja, gdy rozpoczęcie sesji następuje na wyższym poziomie, niż maksymalna cena z poprzedniej sesji, a podczas notowań ceny nie nachodzą na poprzednie maksimum. W trendzie spadkowym natomiast, po otwarciu poniżej minimalnego poziomu cen z poprzedniego dnia, ceny nie wracają do tego poziomu, pozostawiając na wykresie wolną przestrzeń między dwoma świecami. Luki cenowe często wyznaczają na wykresie silne poziomy wsparcia i oporu. W zależności od umiejscowienia luk, można wyróżnić lukę startu, lukę ucieczki i lukę wyczerpania.